# Mezőhék, Jász-Nagykun-Szolnok
Mezőhék  este un sat în districtul Mezőtúr, județul Jász-Nagykun-Szolnok, Ungaria, având o populație de 352 de locuitori (2011). 

## Demografie
Componența etnică a satului Mezőhék
     Maghiari (100%)
Componența confesională a satului Mezőhék
     Fără religie (51,99%)
     Reformați (17,05%)
     Romano-catolici (12,22%)
     Necunoscută (18,75%)
Conform recensământului din 2011, satul Mezőhék avea 352 de locuitori. Din punct de vedere etnic, majoritatea locuitorilor (100,0%) erau maghiari.  Din punct de vedere confesional, majoritatea locuitorilor (51,99%) erau persoane fără religie, existând și minorități de reformați (17,05%) și romano-catolici (12,22%). Pentru 18,75% din locuitori nu este cunoscută apartenența confesională.